# .pro
.proはジェネリックトップレベルドメインの一つ。2002年に設立されRegistry Services Corporationによって運営されている。このドメインは、サイトの訪問者にサイトのオーナーが専門家であること知らせることを意図して作られた。.proはウェブサイトのオーナーが専門家であるという公式証明書としても用いられる。
2008年9月より、セカンドレベルへの登録は世界中すべての政府認定資格を有する個人や企業に開放されることになった。
登録は、公式レジストラを通して行われる。登録時に資格証明書を示す必要がある。
いくつかのレジストラには名目上の登録者が資格を持っていれば、第三者が代理で登録できるという穴がある。このような制限なしでの.proドメインの登録は、レジストラに属する誰かの証明書を以って行われている。このような登録の正当性をめぐって論争が起きている。

## .proで使われるセカンドレベルドメイン
各分野の専門家には以下のようなセカンドレベルドメインが割り当てられている。
- law.pro : 弁護士
- cpa.pro : 公認会計士
- med.pro : 医師

以上の三つが当初から登録が認められていた専門家である。
- arc.pro : 建築士
- cfa.pro : 公認証券アナリスト
- cfp.pro : 公認フィナンシャルプランナ
- dds.pro : 歯科医
- eng.pro : エンジニア
- ntr.pro : 栄養士
- opt.pro : 検眼士
- pha.pro : 薬剤師
- pa.pro : 医師助手
- pod.pro : 足病医
- psy.pro : 精神分析医
- ed.pro : 教師・教育の専門家
- vet.pro : 獣医
- pt.pro : 理学療法士
- pr.pro : 広報の専門家

以上の15種が2004年9月8日に発表された。追加された専門家である。

## 註
1. ↑  https://www.nic.ad.jp/ja/topics/2004/20040803-01.html
2. ↑  https://www.nic.ad.jp/ja/topics/2004/20040913-04.html